# Czarna (dopływ Tyśmienicy)
Czarna – rzeka, prawy dopływ Tyśmienicy o długości 32,44 km. 
Wypływa w okolicach Grabowa Szlacheckiego i płynie w kierunku wschodnim. Przepływa obok miejscowości: Lipiny, Turzystwo, Wola Gułowska, Sobiska, Czarna, Bielany Duże, Serokomla (gdzie przyjmuje swój lewy dopływ Motwicę), Ruda, Talczyn. Na zachód od Kocka przepływa pod drogą krajową nr 48, po czym wpada do Tyśmienicy.